# Liste der Bodendenkmale in Riesa
In der Liste der Bodendenkmale in Riesa sind die Bodendenkmale der Stadt Riesa und ihrer Ortsteile nach dem Stand der Auflistung von Harald Quietzsch und Heinz Jacob aus dem Jahr 1982 aufgelistet. Eventuelle Änderungen und Ergänzungen, insbesondere aus der Zeit nach der Wende, sind nicht berücksichtigt, da für Sachsen aktuell keine neueren allgemein zugänglichen Bodendenkmallisten vorliegen. Die Baudenkmale sind in der Liste der Kulturdenkmale in Riesa aufgeführt.
| Denkmal-ID | Fundart            | Ortsteil     | Bezeichnung | Zeitstellung | Lage                                                             | Bemerkungen | Bild |
| ---------- | ------------------ | ------------ | ----------- | ------------ | ---------------------------------------------------------------- | --- | ---- |
| ?          | Befestigung > Burg | Gröba        | Wehranlage  | Slawenzeit   | Ostteil der alten Ortslage, Bereich des Kirchhofs und der Kirche | vermutete Stelle des Burgwardsitzes, Reste der Anlage kaum erkennbar, Schutz seit 1937, erneuert 12. November 1957 |      |
| ?          | Befestigung > Burg | Jahnishausen | Wasserburg  | Mittelalter  | nordöstlicher Ortsrand, Park nördlich des Guts, Keppritzbachaue  | Insel mit umlaufendem Wassergraben, Schutz seit 28. Januar 1936, erneuert 12. November 1957                        |      |